# Bořislav
Bořislav är en ort i Tjeckien.   Den ligger i regionen Ústí nad Labem, i den nordvästra delen av landet, 60 km nordväst om huvudstaden Prag. Bořislav ligger 365 meter över havet och antalet invånare är 333.
Terrängen runt Bořislav är kuperad åt sydost, men åt nordväst är den platt. Terrängen runt Bořislav sluttar norrut.Runt Bořislav är det ganska glesbefolkat, med 38 invånare per kvadratkilometer. Närmaste större samhälle är Ústí nad Labem, 11,6 km nordost om Bořislav. I omgivningarna runt Bořislav växer i huvudsak blandskog.